# Vecseháza
Vecseháza, románul: Petroasa Mare, ukránul: Петроаса-Маре, falu Romániában, a Bánságban, Temes megyében.

## Fekvése
Lugostól délnyugatra fekvő település.

## Története
Vecseháza nevét a 18. században említették először Petroza néven. 1806-ban Vécseház (Petroza), 1808-ban Vecseház, Petroza, 1809-ben Wécseháza (Pesty), 1888-ban és 1913-ban Vecseháza formában volt említve.
1785-ben német telepesek alapították, akik Morgensternnek nevezték el. Néhány évig ezt a nevet használták, azonban 1789-ben nevét tulajdonosa után Vecseházára változtatták.
1851-ben Fényes Elek írta a településről: „Vecseháza, Krassó vármegyében, német-magyarfalu, Lugoshoz délre 1 1/4 mérfödnyire, Temes vármegye szélén: 405 katholikus, 150 református, 30 óhitű lakossal Katholikus parochiával templommal. A reformátusok Rittberghez tartoznak Temes vármegyében, de oskola-tanítójuk helyben van. Határa részint róna, részint hegyes; gyümölcse elég; ivó vízben nagy szükséget szenved, mert a kutakat igen mélyen kell ásni. Földesura a Leutner nemzetség.”
A trianoni békeszerződés előtt Krassó-Szörény vármegye Lugosi járásához tartozott.